# حزب الأمل (تونس)
حزب الأمل هو حزب سياسي تونسي رشح سلمى اللومي رقيق في الانتخابات الرئاسية التونسية لعام 2019.